# NGC 7364
NGC 7364 é uma galáxia espiral (S0-a) localizada na direcção da constelação de Aquarius. Possui uma declinação de -00° 09' 45" e uma ascensão recta de 22 horas, 44 minutos e 24,2 segundos.
A galáxia NGC 7364 foi descoberta em 1 de Outubro de 1785 por William Herschel.